# 金掌夜蛾

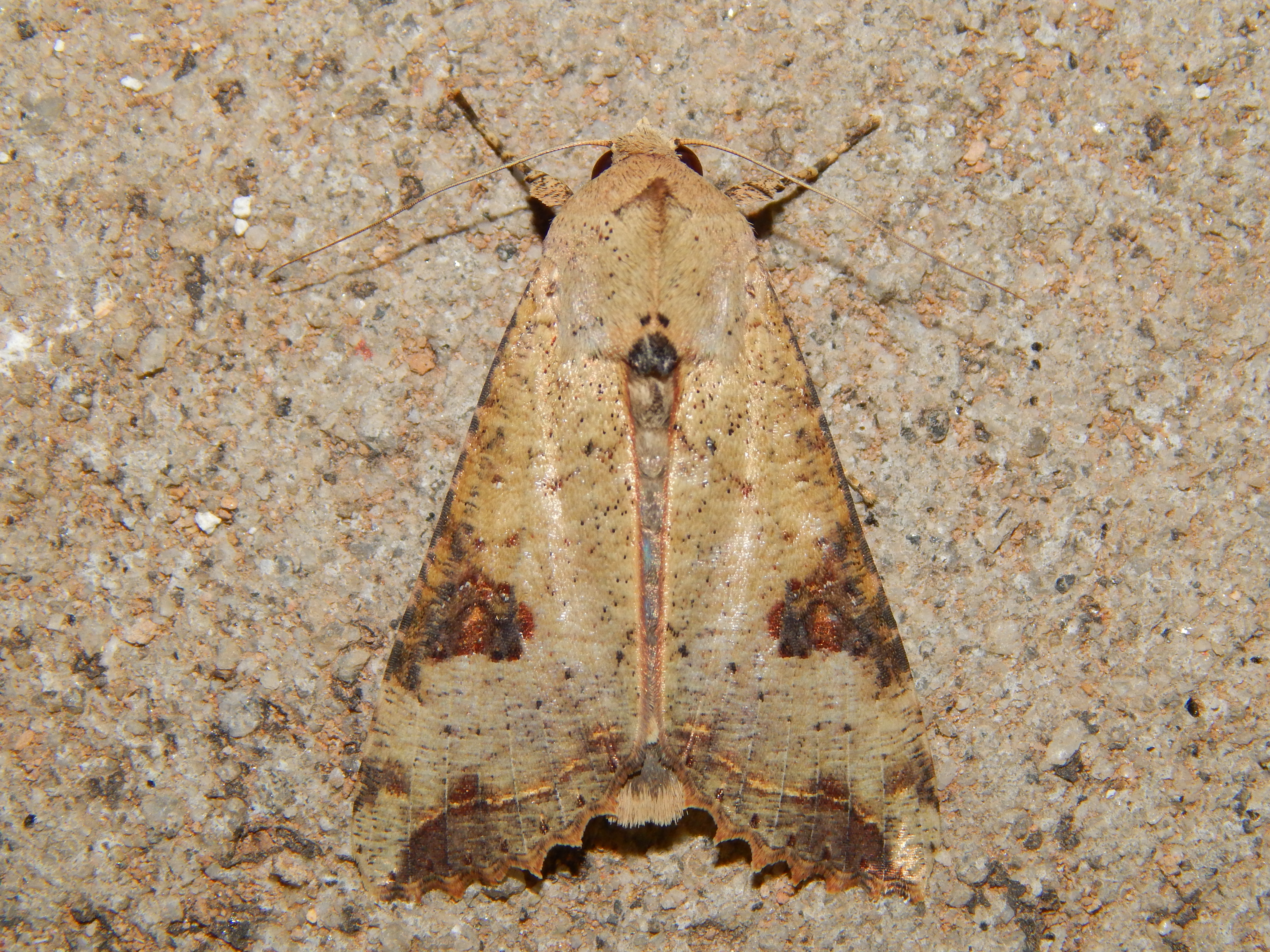
金掌夜蛾的圖片

金掌夜蛾（学名：Tiracola aureata）为夜蛾科掌夜蛾屬下的一个种。